# Amelina
Amelina từng là một chi bướm đêm thuộc họ Noctuidae. Hiện nó có tên đồng nghĩa là Victrix.